# Gli anni che non ritornano
Gli anni che non ritornano (La meilleure part) è un film del 1955 diretto da Yves Allégret.

## Trama
Il giovane ingegnere capo Philippe Perrin è appassionato del suo lavoro e sta dirigendo i lavori per la costruzione di un'enorme diga sulle Alpi. La salute di Philippe va peggiorando, rifiutandosi di seguire gli ordini del dottore e i consigli della giovane infermiera Micheline, la quale si innamora di lui. Con l'avanzamento della malattia, finalmente Philippe decide di scendere a valle per curarsi.

## Storia
Fatto realmente accaduto: l'ingegnere Jacques Dachet viveva realmente questo dramma, durante la costruzione della diga di Aussois sulle Alpi, presso Modane, alla quale parteciparono moltissimi operai italiani.

## Riconoscimenti
- Premio al miglior regista al Festival internazionale del cinema di Karlovy Vary (1956)